# Pa-Modou Kah
Pa-Moudou Kah (Banjul, 30 juli 1980) is een Noors voormalig voetballer van Gambiaanse afkomst.

## Clubcarrière
Kah werd geboren in Gambia en verhuisde op zijn achtste naar Noorwegen. In de jeugd speelde hij voor Skeid Fotball en Sagene Idrettsforening. Kah begon in 1998 zijn loopbaan bij het Noorse Vålerenga IF. Bij Vålerenga speelde Kah de eerste twee jaar nog maar twee keer, maar in de seizoenen die volgden kwam Kah frequenter aan spelen toe. Tot en met 2003 speelde Kah 78 wedstrijden en maakte zes doelpunten.
Kah vertrok naar AIK, waar hij twee jaar bleef voetballen. In Zweden kwam hij tot 27 wedstrijden en maakte één doelpunt. Roda JC nam de verdediger eind 2004 over van AIK en Kah speelde 16 wedstrijden en maakte drie doelpunten. De verdediger stond tot de zomer van 2011 onder contract in Kerkrade. In het uitduel van 4 november 2007 tegen Ajax kwam Kah in het nieuws door na een tegendoelpunt een fikse ruzie met zijn eigen keeper Bram Castro te krijgen.

### Auto-ongeluk en gele kaart
Kah kwam tragisch in het nieuws toen hij en zijn vriendin een auto-ongeluk kregen. Terwijl Kah er zelf vanaf kwam met wat sneetjes en lichte verwondingen, overleed zijn vriendin als gevolg van het ongeluk. Kahs auto, met daarin ook zijn vriendin, een neef en een vriend, werd van achter geraakt door een auto uit Peer in België, toen Kah in een file stond voor een wegcontrole.
In Roda's volgende wedstrijd liet scheidsrechter Björn Kuipers een minuut stilte houden ter nagedachtenis aan Kahs vriendin. Desondanks gaf hij Arouna Koné een gele kaart wegens shirt uittrekken, iets dat door de meeste commentatoren werd veroordeeld. Konés ondershirt had het opschrift "For Kah". Kuipers stelde na afloop dat hij de tekst niet gezien had, maar wijzigde zijn standpunt later toch niet.

### In het nieuws
Kah is enkele keren opmerkelijk in het nieuws gekomen. Naast zijn ruzie met zijn ploeggenoot doelman Bram Castro weigerde hij in de wedstrijd Roda JC-sc Heerenveen (4-2) op zondag 28 maart 2010 in te vallen. Roda JC-coach Harm van Veldhoven wilde de verdediger de laatste vier minuten laten meedoen. Kah weigerde dit echter en bleef in trainingspak op de bank zitten, omdat hij de korte invalbeurt als een belediging ervoer. Hij kreeg een boete van het management van de Limburgse club en verklaarde even later de club aan het einde van het seizoen te willen verlaten. Dit gebeurde echter niet, Kah speelde in het seizoen 2010/2011 nog steeds bij Roda JC. Zijn contract liep echter af in medio 2011 en zou niet worden verlengd. In juni 2011 werd bekend dat Kah een contract tekende bij de Al-Khor, een club uit Qatar. In 2012 werd hij verhuurd aan Qatar SC. Na een korte periode in Saoedi-Arabië, speelt Kah sinds mei 2013 in de Major League Soccer, eerst bij Portland Timbers en sinds 2015 bij Vancouver Whitecaps FC. In augustus 2016 werd hij speler/assistent-coach bij Whitecaps FC 2 in de USL. In februari 2017 stopte hij met spelen en bleef actief in de trainersstaf van Vancouver Whitecaps.

### Statistieken

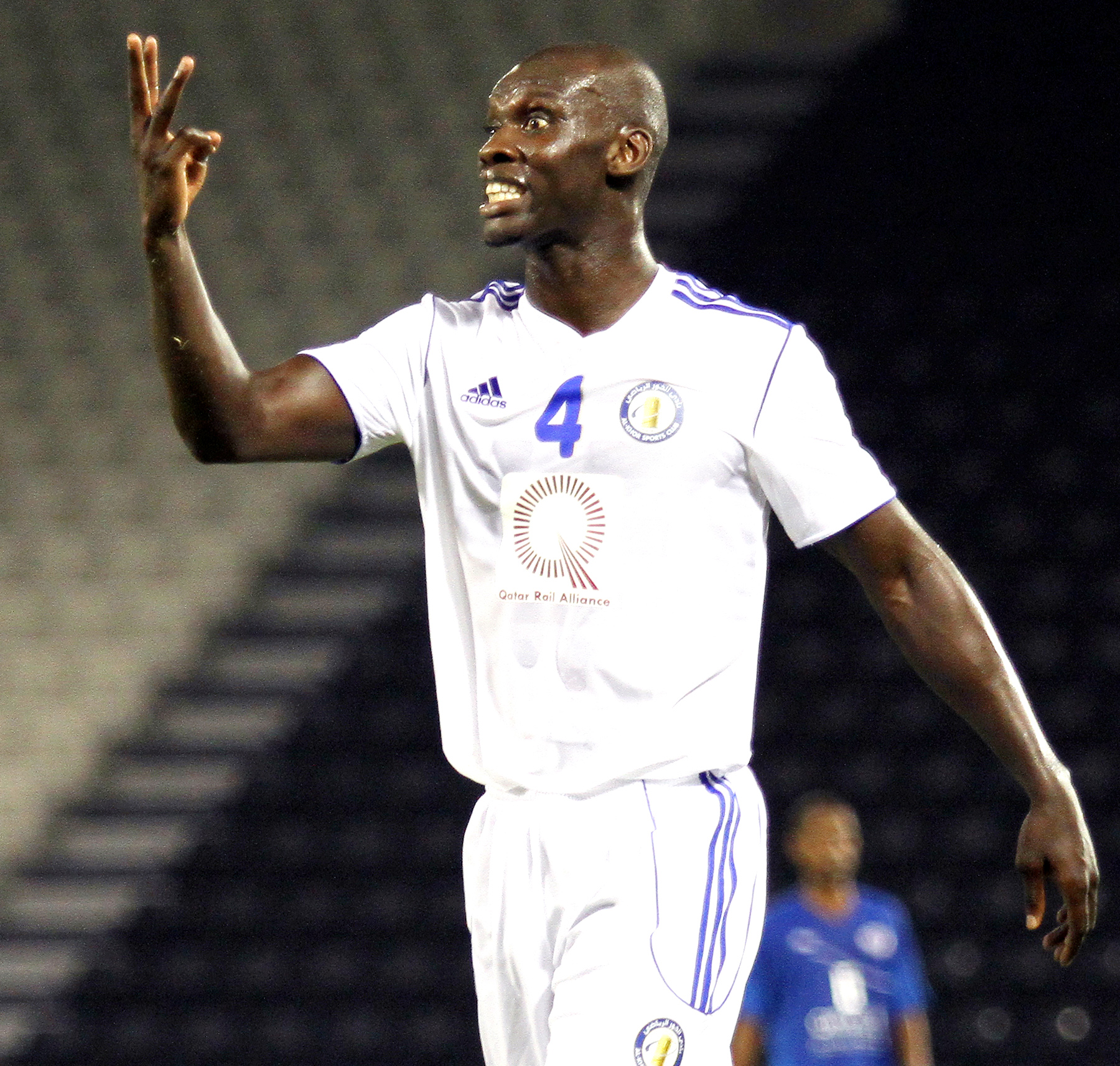
Kah bij Al-Khor

| Seizoen | Club                | Competitie           | Wedstrijden | Doelpunten |
| ------- | ------------------- | -------------------- | ----------- | ---------- |
| 1998    | Vålerenga IF        | Tippeligaen          | 1           | 0          |
| 1999    | Vålerenga IF        | Tippeligaen          | 1           | 0          |
| 2000    | Vålerenga IF        | Tippeligaen          | 15          | 1          |
| 2001    | Vålerenga IF        | Tippeligaen          | 21          | 1          |
| 2002    | Vålerenga IF        | Tippeligaen          | 24          | 2          |
| 2003    | Vålerenga IF        | Tippeligaen          | 16          | 2          |
| 2003    | AIK Stockholm       | Allsvenskan          | 5           | 0          |
| 2004    | AIK Stockholm       | Allsvenskan          | 22          | 1          |
| 2004/05 | Roda JC             | Eredivisie           | 16          | 3          |
| 2005/06 | Roda JC             | Eredivisie           | 32          | 0          |
| 2006/07 | Roda JC             | Eredivisie           | 30          | 2          |
| 2007/08 | Roda JC             | Eredivisie           | 29          | 1          |
| 2008/09 | Roda JC             | Eredivisie           | 27          | 0          |
| 2009/10 | Roda JC             | Eredivisie           | 16          | 2          |
| 2010/11 | Roda JC             | Eredivisie           | 32          | 4          |
| 2011/12 | Al-Khor             | Qatari League        | 10          | 1          |
|         | → Qatar SC          | Qatari League        | 7           | 0          |
| 2012/13 | Al-Khor             | Qatari League        | 2           | 0          |
|         | Al-Wahda            | Saudi Premier League | 10          | 0          |
| 2013    | Portland Timbers    | Major League Soccer  | 20          | 0          |
| 2014    | Portland Timbers    | Major League Soccer  | 20          | 1          |
| 2015    | Vancouver Whitecaps | Major League Soccer  | 21          | 3          |
| 2016    | Vancouver Whitecaps | Major League Soccer  | 9           | 1          |
| Totaal  | Totaal              | Totaal               | 386         | 25         |

### Interlandcarrière
Onder leiding van bondscoach Nils Johan Semb maakte Kah zijn debuut voor het Noors voetbalelftal op 24 januari 2001 in het oefenduel tegen Zuid-Korea (3-2) in Hongkong, net als Alexander Aas, Ståle Stensaas, Azar Karadas, Tommy Øren, Fredrik Winsnes en Bjarte Lunde Aarsheim. Kah speelde in totaal 10 interlands voor Noorwegen waarin hij eenmaal het net wist te vinden.

## Erelijst
Vålerenga IF
- 1. divisjon

2001
- Noorse beker

2002